# Patellapis binghami
Patellapis binghami är en biart som först beskrevs av William Forsell Kirby 1900.  Patellapis binghami ingår i släktet Patellapis och familjen vägbin. Inga underarter finns listade i Catalogue of Life.